# Poloma angulata
Poloma angulata är en fjärilsart som beskrevs av Walker 1855. Poloma angulata ingår i släktet Poloma och familjen Eupterotidae. Inga underarter finns listade i Catalogue of Life.